# ویلیام پی. گاتلیب
ویلیام پی. گاتلیب (انگلیسی: William P. Gottlieb؛ ۲۸ ژانویه ۱۹۱۷ – ۲۳ آوریل ۲۰۰۶) عکاس، و روزنامه‌نگار اهل ایالات متحده آمریکا بود که بیشتر به خاطر عکس‌هایش از موسیقی‌دانان عصر طلایی جاز در دهه‌های ۱۹۳۰ و ۱۹۴۰ شناخته می‌شود.